# Ceratomia amyntor
'Ceratomia amyntor loài bướm đêm thuộc họ Sphingidae. Sải cánh dài 8,2 - 11,5 cm. Ấu trùng và sâu ăn cây (Ulmus), và cũng ăn cây cây cáng lò (hay cây bulô) (Betula), basswood (Tilia), và cherry (Prunus). C. amyntor có thể gặp ở Nova Scotia phía tây tới Saskatchewan và phía tây North Dakota và Colorado; phía nam đến miền trung Florida, Gulf Coast, Texas, và New Mexico.

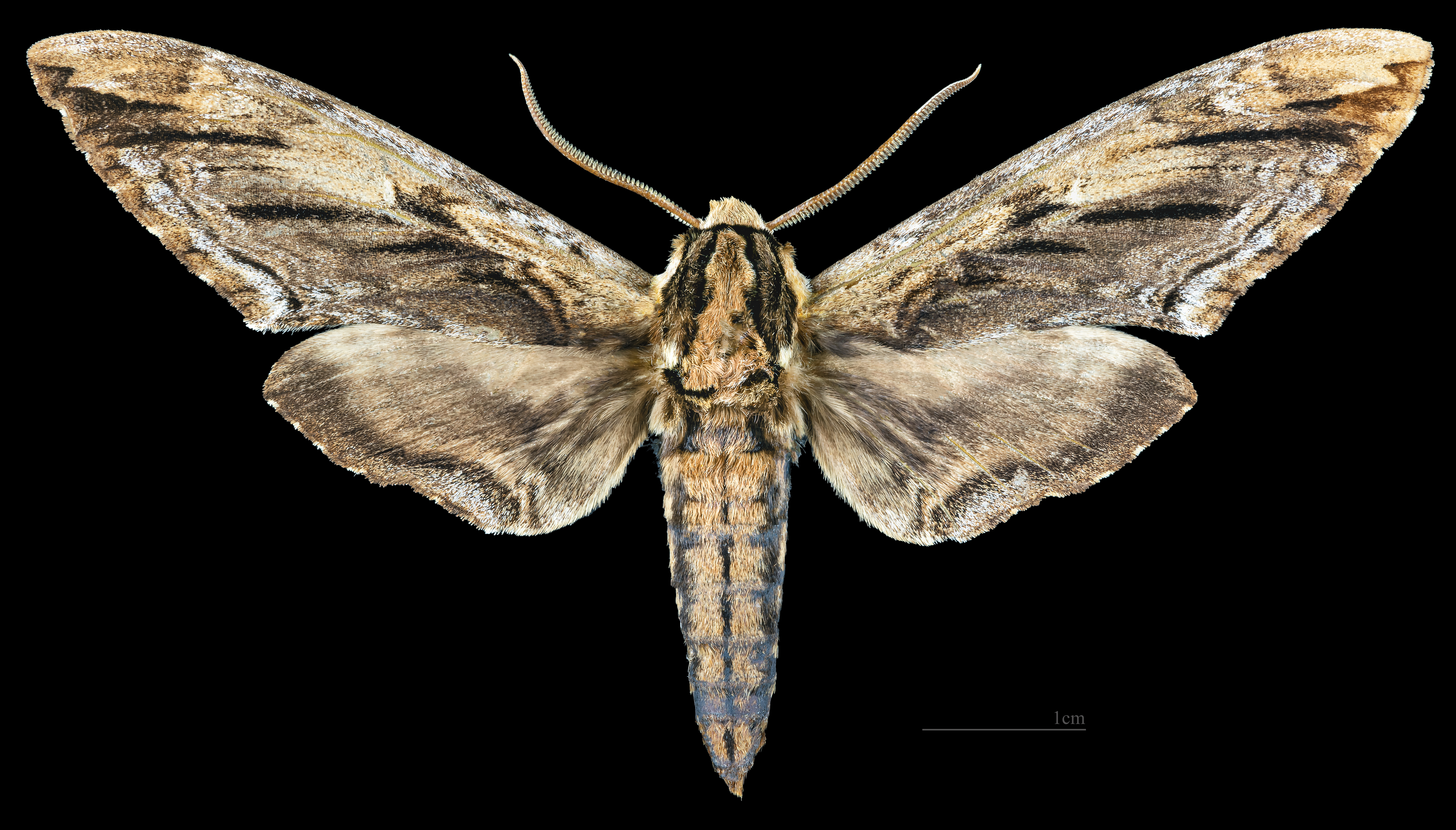
Ceratomia amyntor ♂
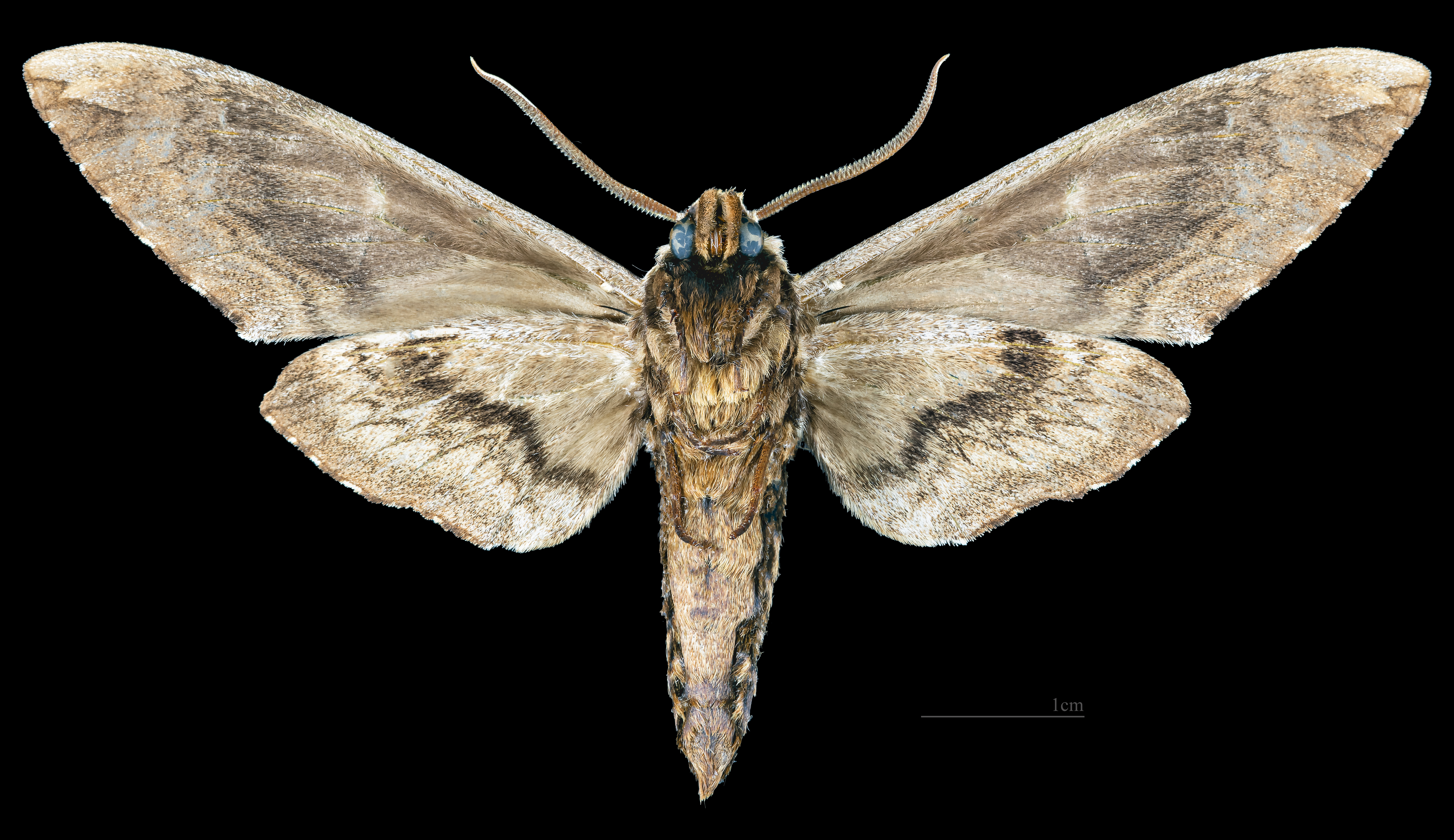
Ceratomia amyntor ♂ △
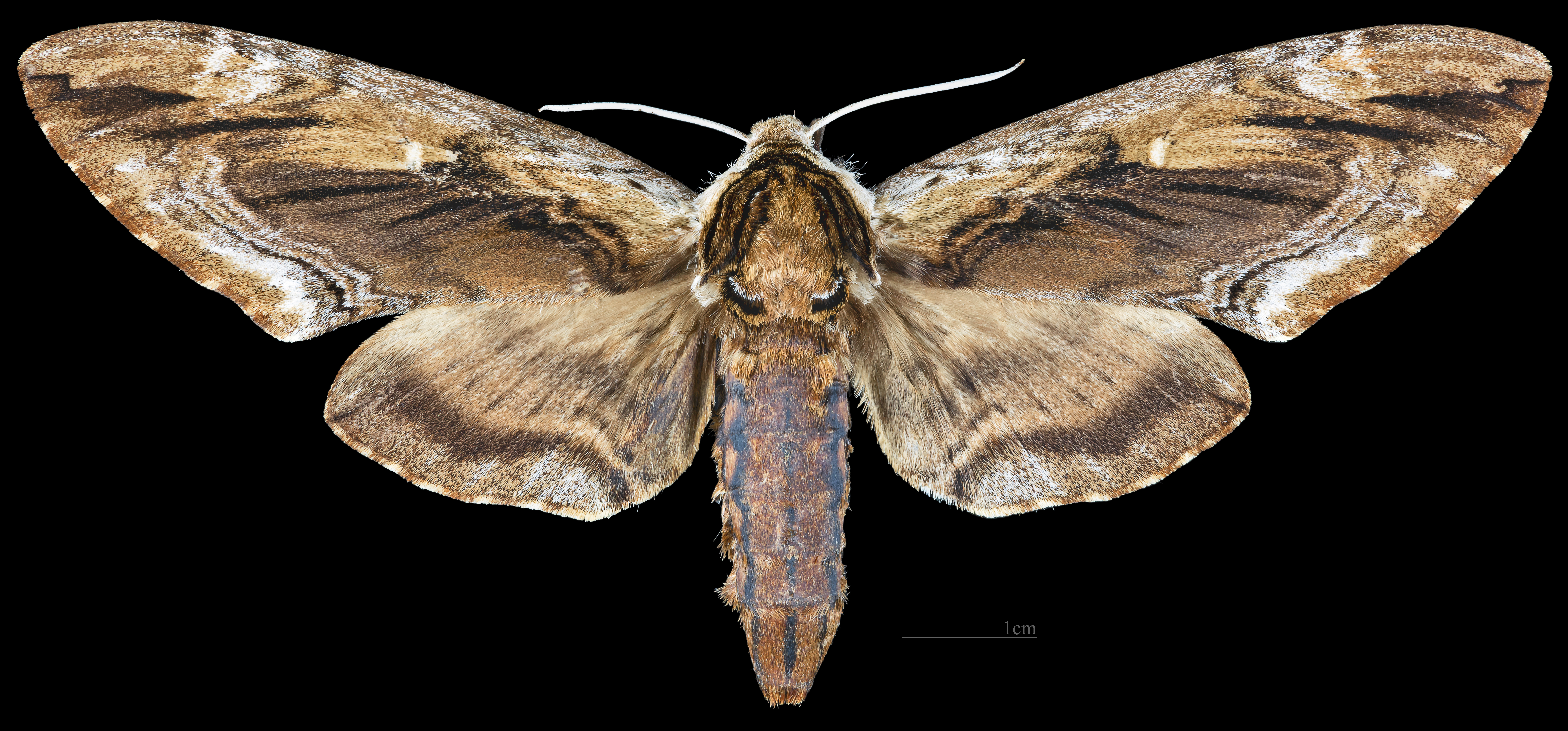
Ceratomia amyntor ♀
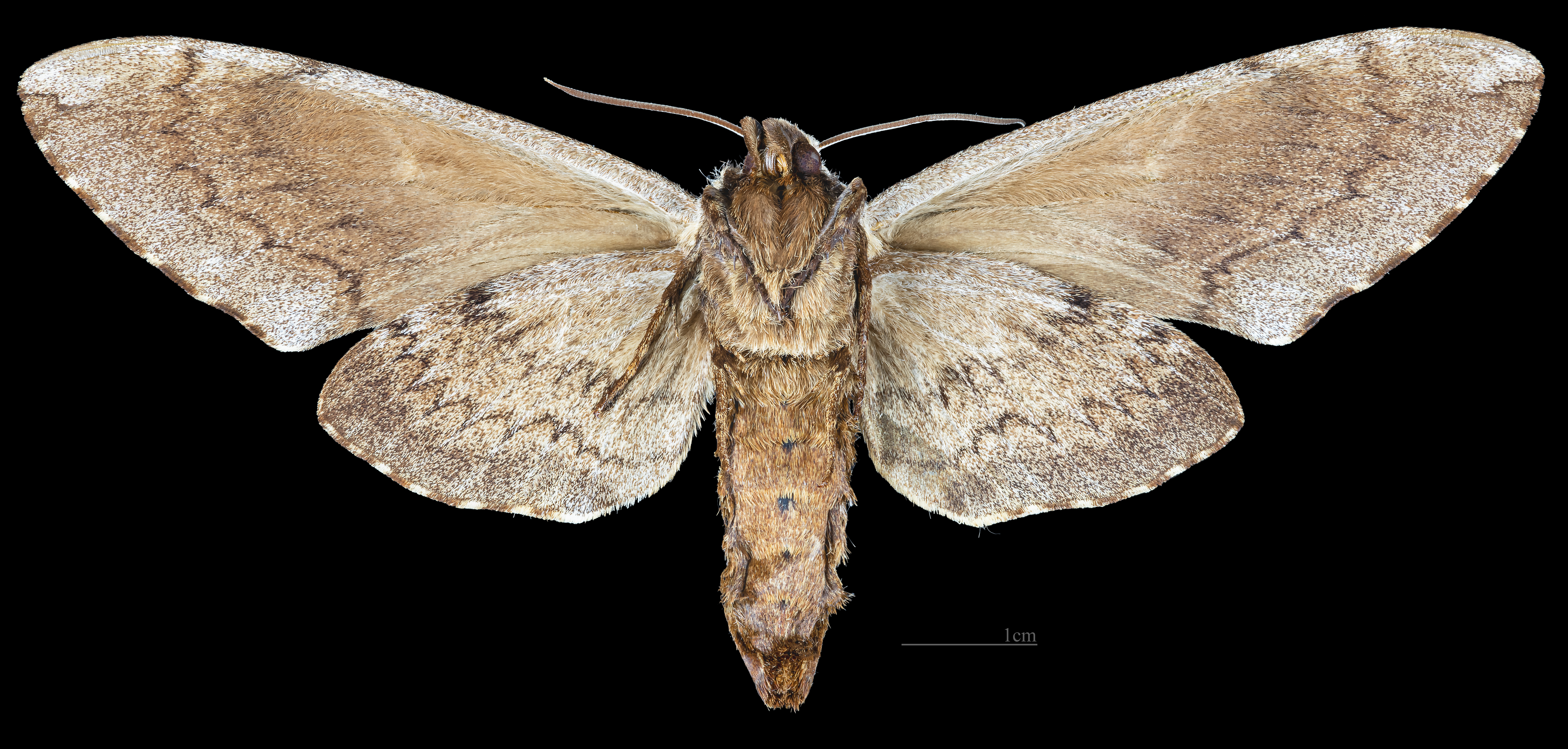
Ceratomia amyntor ♀ △